# Michał Breszka
Michał Breszka (ur. 22 kwietnia 1984) – polski lekkoatleta, specjalista od biegów długodystansowych i przełajowych.
Brązowy medalista mistrzostw Polski seniorów w biegu przełajowym na dystansie około 4 kilometrów (Bydgoszcz 2010).

## Rekordy życiowe
- Bieg na 3000 m – 8:10,35 (2009)
- Bieg na 5000 m – 14:12,39 (2009)